# Suursaari (ö i Södra Savolax, Nyslott, lat 62,09, long 28,99)
Suursaari är en ö i Finland. Den ligger i sjön Hanhijärvi och i kommunen Enonkoski i den ekonomiska regionen  Nyslotts ekonomiska region  och landskapet Södra Savolax, i den sydöstra delen av landet, 300 km nordost om huvudstaden Helsingfors. Öns area är 41,5 hektar och dess största längd är 1,2 kilometer i sydöst-nordvästlig riktning.